# Vůz Bdtee276 ČD
Vozy Bdtee276, číslované v intervalu 50 54 20-46 jsou řadou osobních vozů z vozového parku Českých drah. Všechny tyto vozy (001–026) vznikly modernizací vozů Bdt279 v Krnovských opravnách a strojírnách v roce 2014.

## Vznik řady
V roce 2013 vypsaly České dráhy výběrové řízení na modernizaci 26 vozů Bdt279. V původních plánech bylo počítáno s kompletní modernizací interiéru včetně dosazení audiovizuálního informačního systému. Vnější nástupní dveře měly být vyměněny za předsuvné a nejvyšší povolená rychlost měla být zvýšena na 140 km/h. Celková cena modernizace měla být 182 milionů  Kč, čili 7 milionů za vůz. Zakázku vyhrála společnost KOS Krnov s celkovou cenou 219 milionů Kč (necelých 8,5 milionů  Kč za vůz). Navíc původní zakázka byla redukována o dosazení audiovizuálního informačního systému. Modernizace všech vozů měla být hotova do 15 měsíců od podepsání smlouvy. Testy vozu č. 001 probíhaly na konci dubna 2014 na železničním zkušebním okruhu u Cerhenic.

## Technické informace
Jsou to neklimatizované vozy typu UIC-Y o délce 24 500 mm. jejich nejvyšší povolená rychlost je 140 km/h. Vozy jsou vybaveny podvozky GP 200 s kotoučovými brzdami. Součástí brzdového systému je elektropneumatická brzda s přemostěním záchranné brzdy.
Vnější nástupní dveře těchto vozů jsou předsuvné, ovládané tlačítky. Vozy mají polospouštěcí okna.
Ve voze se nachází 2 velkoprostorové oddíly, každý s pěti fiktivními oddíly. Všech 80  sedaček s modrým látkovým potahem jsou v uspořádání proti sobě s příčným uspořádáním 2 + 2. Cestujícím jsou k dispozici elektrické zásuvky 230 V. Na jednom představku se nachází dvě buňky gravitačního WC. Na druhém představku jsou nainstalované háky pro přepravu až pěti jízdních kol, případně jiných objemných zavazadel.
Vozy jsou vybaveny teplovzdušným vytápěním. Pro napájení osvětlení, zásuvek 230 V apod. je ve vozech nainstalován centrální zdroj energie.
Původní 13žilový UIC kabel byl během rekonstrukce vyměněn za 18žilový dle UIC 558. To umožňuje řazení těchto vozů do vratných souprav s řídicími vozy Bfhpvee295.
Všechny vozy byly dodány v modro-bílém nátěru Českých drah od studia Najbrt.
Některým vozům bylo dosazeno wi-fi připojení k internetu.

## Provoz
Vůz byl poprvé představen veřejnosti 29. srpna 2014 v Horních Heršpicích. První nasazení do provozu proběhlo 19. září 2014.
Vozy jsou v GVD 2023/2024 nasazovány především na:

#### Rychlíky
- R9 Brno/Jihlava – Havlíčkův Brod – Kolín – Praha
- R12 Brno – Olomouc – Šumperk (součástí oběhu také Sp 1435/36/37 Šumperk – Olomouc hl. n.)
- R13 Brno – Břeclav – Hodonín

#### Spěšné vlaky
- Zábřeh na Moravě – Jeseník